# Harry Lott
Harry Hunter Lott (Filadèlfia, Pennsilvània, 13 de gener de 1880 – Lake Worth, Florida, 5 de febrer de 1949) va ser un remer estatunidenc que va competir a primers del segle xx.
El 1904 va prendre part en els Jocs Olímpics de Saint Louis, on va guanyar la medalla d'or en la prova de vuit amb timoner del programa de rem.
Lott estudià medicina a la Universitat Thomas Jefferson de Filadèlfia i s'especialitzà en Otorrinolaringologia.